# قائمة العطل الرسمية في تشاد
يوم الجمعة هو يوم عطلة رسمية في البلاد
يتم إعتماد العطل الرسميه للاعياد والمناسبات الرسميه بواسطه مجلس الوزراء كما يجوز لرئيس مجلس الوزراء في بعض الأحوال التي يقدرها استبدال يوم آخر في بداية أيام العمل بالأسبوع أو نهايته بأي من أيام العطلات الرسمية.
| اليوم | الشهر | الاسم                   | وصف                                                  |
| ----- | ----- | ----------------------- | ---------------------------------------------------- |
| 11    | أغسطس | عيد استقلال جمهوية تشاد | احتفالات رسمية بذكرى استقلال تشاد عن فرنسا عام 1960. |